# ديفيد نيلسون
ديفيد نيلسون (بالإنجليزية: David Nelson)‏ (3 فبراير 1918 في المملكة المتحدة - 1 يناير 1988 بكونيتيكت في المملكة المتحدة) هو مدرب كرة قدم ولاعب كرة قدم بريطاني (وحمل سابقاً جنسية المملكة المتحدة لبريطانيا العظمى وأيرلندا) في مركز نصف الجناح. لعب مع توتنهام هوتسبير وكريستال بالاس وكولتشستر يونايتد وكوينز بارك رينجرز ونادي أرسنال ونادي برينتفورد ونادي فولهام وأشفورد يونايتد ‏.